# Felipe de Ibelín (senescal de Chipre)
Felipe de Ibelín (1253 - 1318), fue el hijo de Guido de Ibelín, mariscal y condestable de Chipre y Felipa Barlais.
Fue senescal del reino de Chipre.
Primero se casó con María, hija de Vahram de Hanousee y María de Ibelín, y después en 1295 con María Embriaco (fallecida en 1331), señora de Gibelet. Este segundo matrimonio tuvo cinco hijos:
- Juan de Ibelín (1302 - después de 1317).
- Guido de Ibelín, senescal de Chipre (fallecido 1350/1360), se casó con Margarita de Ibelín.
- Balián de Ibelín (fallecido en 1349), se casó con una mujer también llamada Margarita de Ibelín, no tuvo descendencia.
- Isabel de Ibelín (1300 - después de 1342), se casó con Fernando de Mallorca, príncipe de Acaya (fallecido en 1316).
- Helvis de Ibelín (1307 - después de 1347), se casó en 1324 con Enrique II de Brunswick-Grubenhagen.